# Hanimex HMG-7900
L'Hanimex HMG-7900 è una console per videogiochi prodotta da Hanimex nel 1983.
La console è un prodotto a basso costo, destinato anche per i mercati asiatici con poca disponibilità economica. La console è stata venduta con diversi nomi da diverse aziende; per esempio si conosce la console Rollet Videocolor di colore giallo (per il mercato asiatico) o la console Soundic Soundicvision SD-200 che ha lo stesso case dell'Hanimex o la Soundic SD-290 Programmable Colour Video Game (venduto in Francia anche come ITMC Programmable Colour Video Game SD-290 e JouéClub SD-290). Tutte le console sono prodotte da Soundic ad Hong-Kong (nel nome del modello, SD-290, SD è l'abbreviazione di Soundic).

## Specifiche
- CPU: NEC D779C 300
- Grafica: 60 x 52 ad otto colori
- Sonoro: beeper integrato[1]
- Controller Hanimex e SD-290: removibile composto da 1 joystick con 2 bottoni (1 per l'SD-290) ed un paddle
- Controller Rollet: nel corpo della console composto da 1 joystick con 1 bottone ed un paddle

## Lista delle console
| Nome                                          | Mercato   | Anno | Immagine |
| --------------------------------------------- | --------- | ---- | -------- |
| Soundic Soundvision SD-200                    | Europa    | 1983 |          |
| Eltron Programmable Color Video Game SD-200   | Ungheria  | 1983 |          |
| Hanimex HMG-7900 (SD-200)                     | Francia   | 1983 |          |
| ITMC Programmable Color Video Game SD-290     | Francia   | 1983 |          |
| JouéClub Programmable Color Video Game SD-290 | Francia   | 1983 |          |
| Ormatu Video Spelcomputer 1001 (SD-290)       | Olanda    | 1983 |          |
| Rollet Videocolor SD-270                      | Francie   | 1983 |          |
| Soundic Programmable Color Video Game SD-290  | Europa    | 1983 |          |
| Zodiac (SD-200)                               | Finlandia | 1983 |          |

## Giochi
Sono conosciute solo 9 cartucce (la 209 sembra non sia mai stata prodotta), tutte con giochi per un singolo giocatore.
Dalla pubblicità dell'epoca, si apprende che erano previsti altri titoli anche per due giocatori: Soccer, Ski, Ice skating, Car race, Tennis
| Codice cartuccia | Nome inglese   | Nome francese               | Note |
| ---------------- | -------------- | --------------------------- | --- |
| PC/SD 201        | Chaser         | Gobeur                      | Clone di Pac-Man. L'Inseguimento nella versione italiana. La cartuccia serve solo per attivare il gioco che è già presente all'interno della CPU. |
| PC/SD 202        | Space Smash    | Météorites                  | |
| PC/SD 203        | Saucers Attack | Envahisseurs                | Clone di Space Invaders |
| PC/SD 204        | Raging Turtle  | La Course à la Tortue       | |
| PC/SD 205        | Breakaway      | Mur de Brique               | Clone di Breakout |
| PC/SD 206        | Martian        | Martian                     | Clone di Galaxian |
| PC/SD 207        | Outworlder     | La Rivière Sauvage          | |
| PC/SD 208        | Expedition     | Trésor du Pharaon           | Clone di Berzerk |
| PC/SD 209        |                | Le Chevalier du jeu         | Sembra non sia mai stata venduta |
| PC/SD 210        | Space Scout    | Les Aventuriers de l'Espace | |